# Elbrus
Der Elbrus (russisch Эльбрус Elbrus [ɪlʲˈbrus], karatschai-balkarisch Минги тау Miñi tau [mɪˈŋːi taw], kabardinisch Ӏуащхьэмахуэ Uaşhəmaxuə [ʔʷaːɕħamaːxʷa]) ist mit 5642 m Höhe der höchste Gipfel des Kaukasus und der höchste Berg Russlands. Ob er oder der Mont Blanc (4807,73 m) als der höchste Berg Europas anzusehen ist, hängt von der Definition der innereurasischen Grenze ab, für die es keine allgemeinverbindliche Festlegung gibt.
Der Berg mit Doppelgipfel (Westgipfel Höhe 5642 m, Ostgipfel Höhe 5621 m) ist ein ruhender, stark vergletscherter Vulkan, dessen letzter Ausbruch vor rund 2000 Jahren stattfand und der dementsprechend noch nicht als erloschen eingestuft wird. Die Entfernung zwischen West- und Ostgipfel beträgt 1500 m. Der etwas niedrigere Ostgipfel besitzt einen gut erhaltenen Krater von etwa 250 m Durchmesser. 22 Gletscher fließen von den Elbrushängen ins Tal und bedecken 145 km² mit Eis.

## Name und Mythologie
Der heutige Name Elbrus leitet sich vermutlich vom georgischen Wort für „kegelförmiger Berg“ ab (georgisch იალბუზი Ialbusi). Auch die Varianten Elboros, Elborus und Elburus wurden bis ins angehende 20. Jahrhundert verwendet. Der Elbrus ist nicht zu verwechseln mit dem Elbursgebirge im nördlichen Iran.
Arrian erwähnte in einem an Kaiser Hadrian adressierten Bericht in griechischer Sprache über seine Rundreise an den Küsten des Schwarzen Meeres (griechisch Períplous toû Euxeínou Póntou), dass er bei der Fahrt nach Dioskurias (heute Sochumi) den Kaukasus sehen konnte. Dabei habe man ihm einen Gipfel namens Strobilos gezeigt, an den der Sage nach Prometheus von Hephaistos angekettet wurde. Obwohl nicht klar ist, welchen Kaukasus-Gipfel Arrian meinte, kamen einige Gelehrte und Forscher zu der Ansicht, Strobilos oder latinisiert Strobilus sei der Name des Elbrus gewesen, so auch der Bergsteiger und Geograf Douglas Freshfield in seinem Werk über den Kaukasus (1896). Die Identität von Strobilus und Elbrus wird auch in jüngerer Zeit gelegentlich behauptet.
Einer Sage zufolge soll die Arche Noah vor ihrer Landung am Ararat hier kurzzeitig gestrandet sein.
Die Divs, persische Dämonen (vgl. Daeva), sollen zur Strafe für ihre Sünden auf den Elbrus verbannt worden sein und seither hier leben. Da er als heiliger Berg gesehen wurde, galt eine Besteigung lange Zeit als tabu.
Das Mineral Elbrusit, ein Vertreter der Granatgruppe, wurde nach dem Berg Elbrus benannt.

## Geografie

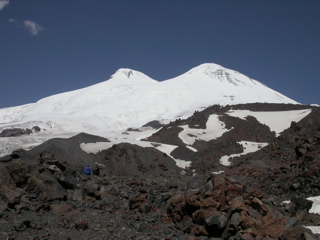
Doppelgipfel des Elbrus, gesehen von der Gipfelstation der zweiten Sektion der Elbrus-Seilbahn

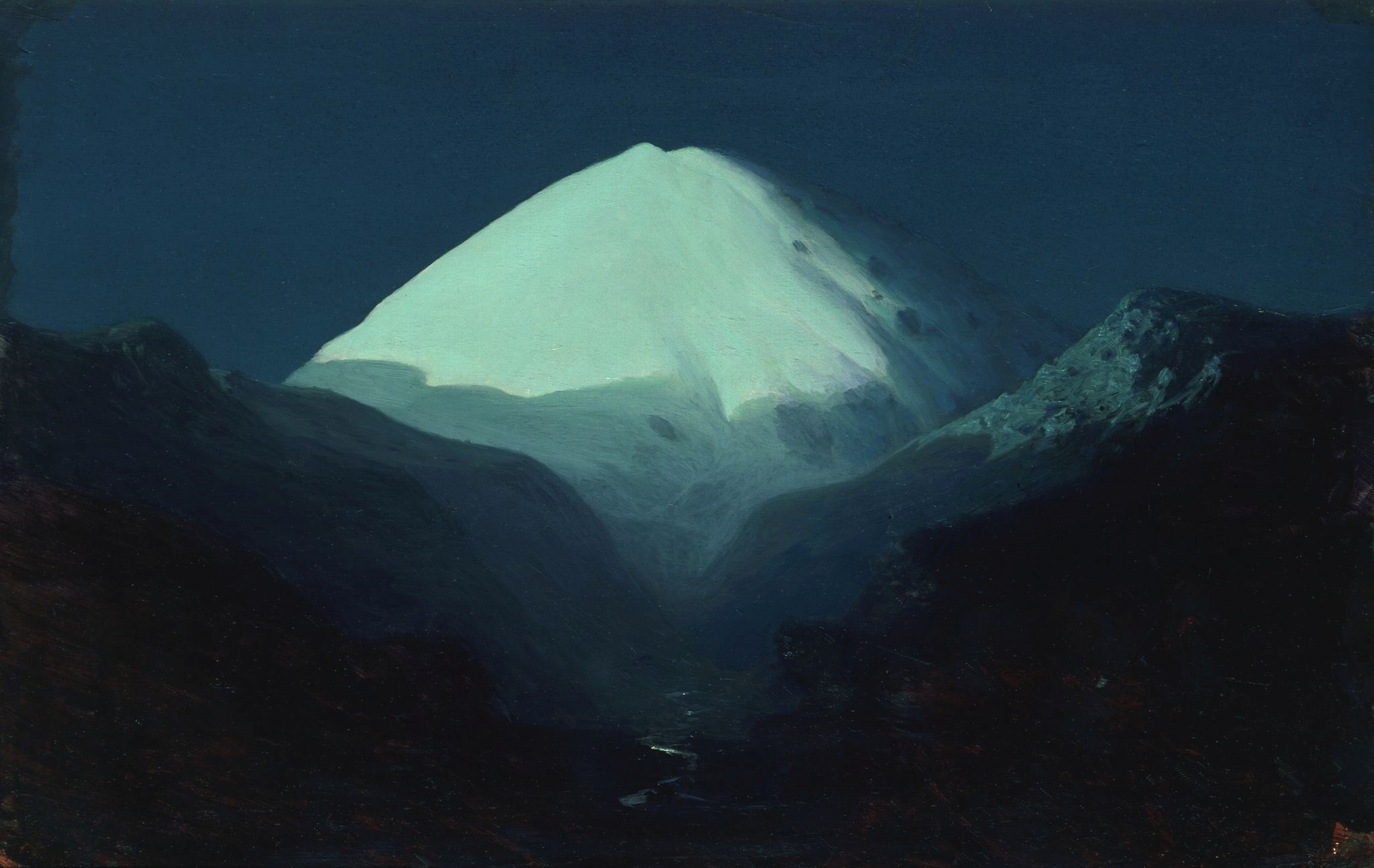
Archip Iwanowitsch Kuindschi: Der Elbrus, 1890–1895 (Öl auf Leinwand)

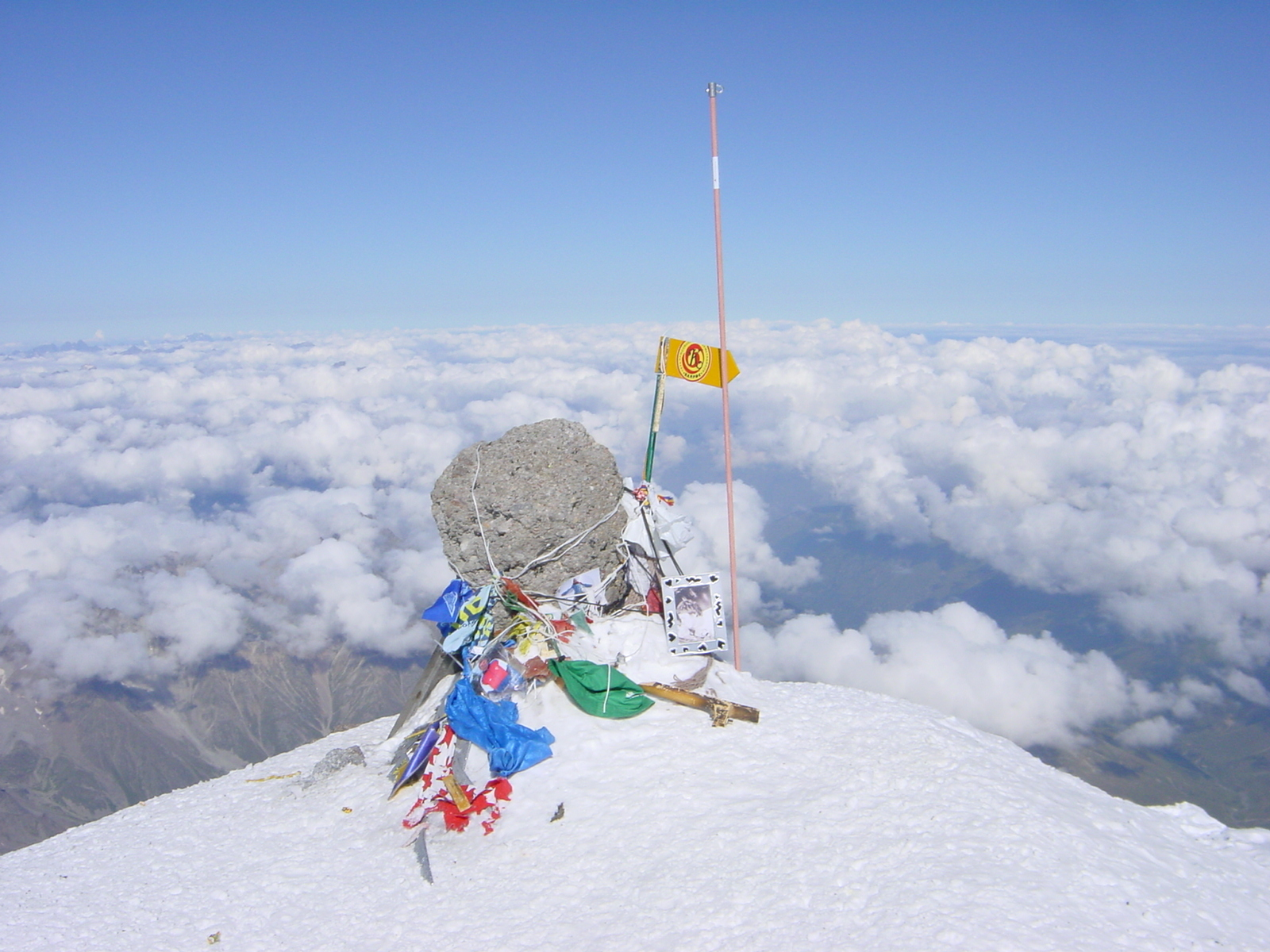
Auf dem Gipfel des Elbrus

Der Elbrus liegt im Süden Russlands, etwa 11 km nördlich der georgischen Grenze, etwa 270 km Luftlinie nordwestlich der georgischen Hauptstadt Tiflis und 100 km westlich der kabardino-balkarischen Hauptstadt Naltschik. Die Grenze zwischen den russischen Kaukasusrepubliken Kabardino-Balkarien und Karatschai-Tscherkessien verläuft über den Westgipfel des Elbrus, wobei der größte Teil des Bergmassivs in Kabardino-Balkarien liegt.
Die Frage seiner Zurechnung zu Asien oder Europa ist umstritten. Es gibt die Ansicht, dass der Hauptkamm des Großen Kaukasus die innereurasische Grenze bildet, womit der etwas nördlich des Kammes liegende Elbrus zu Europa gehören würde. Die andere Ansicht, die vor allem im deutschen Sprachraum verbreitet ist, legt die Grenze zu Asien nach Philip Johan von Strahlenberg (1676–1747) fest. Strahlenberg wurde vom Zarenhaus mit der Landvermessung beauftragt und versetzte die vorher geltende Grenze Europas vom Fluss Don in südöstlicher Richtung zur Manytschniederung nördlich des Kaukasus. Nach dieser Auffassung wäre der Elbrus asiatisch.
Mit seiner Zuordnung zu Europa oder Asien hängt auch die Frage nach dem höchsten Berg Europas zusammen. In Bergsteigerkreisen gilt der Elbrus als höchster Berg Europas und gehört somit zu den Seven Summits.

## Geologie
Der Elbrus ist ein andesitisch-dazitischer Schichtvulkan, der sich während des Holozäns in einer 14 km × 17 km durchmessenden Caldera gebildet hat. Der letzte Ausbruch fand vor etwa 2000 Jahren statt (50 n. Chr. ± 50 Jahre). Ignimbrite, Ascheablagerungen explosiver Ausbrüche und Lavaströme sind über ein Gebiet von 250 km² verbreitet. Auf dem Ostgipfel ist ein Vulkankrater von 250 Meter Durchmesser erhalten geblieben. Heute zeigt der Elbrus nur sehr schwache Anzeichen vulkanischer Aktivität, was sich in Solfataren in Gipfelnähe und in Thermalquellen äußert. Das Gefahrenpotential des Elbrus für seine Umgebung besteht im raschen Abschmelzen der massiven Eiskappe und der Entstehung von Lahars bei einer erneuten Zunahme der Aktivität.

## Geschichte

### Erstbesteigung
Die Erstbesteigung des Ostgipfels erfolgte am 22. Juli 1829 durch den karatschaischen (vielleicht auch kabardinisch–tscherkessischen) Hirten und Träger Kilar Chatschirow, der aus dem Lager des russischen Kavallerie-Generals Georgi Emmanuel (Kommandierender der russischen Kaukasustruppen und Leiter der Expedition) auf der Nordseite des Elbrus zum Gipfel aufstieg. Diese Besteigung wurde allerdings verschiedentlich angezweifelt.
Das Expeditionslager befand sich 10 Kilometer nördlich des Elbrus-Gipfels am Ufer des Flusses Malka. Das für heutige Nordbesteigungen genutzte Basislager liegt an der gleichen Stelle, die man die Emmanuel-Wiese nennt. Neben der militärischen Mannschaft (600 Infanteristen, 350 Kosaken, u. a. ausgerüstet mit zwei Kanonen) gehörte eine wissenschaftliche Abteilung zur Erforschung der Elbrus-Umgebung unter der Leitung des deutsch-baltischen Physikers Emil Lenz zu dieser Expedition. Ihn begleiteten der deutsch-baltische Mineraloge Adolph Theodor Kupffer, der russlanddeutsche Botaniker Carl Anton von Meyer und der französische Zoologe Édouard Ménétries. Carl Anton von Meyer lieferte zum ersten Mal Höhenangaben des Elbrus und seiner Umgebung.
Der Leiter der begleitenden Wissenschaftler-Gruppe, Emil Lenz, stieg bis zu einer Felsgruppe in 4800 Meter Höhe auf, die heute nach ihm Lenz-Felsen benannt ist. Kupffer schrieb an François Arago: „Lenz erreichte die letzte Stufe der Felsen, vom Gipfel sah er sich nur noch durch ein Schneefeld getrennt.“ Kupffer bezeichnete den einheimischen Erstbesteiger als „ein Tscherkesse Namens Krillar“, diese Zuordnung war aber in der ersten Hälfte des 19. Jahrhunderts nicht immer eine eindeutige ethnische Zuordnung zu den sprachlichen Tscherkessen, sondern wurde oft noch als Sammelbezeichnung für Nordkaukasier verwendet.
Die Erstbesteigung des 5642 m hohen Westgipfels erfolgte am 26. Juli 1874 durch die Engländer Frederick Gardiner, Florence Crauford Grove, Horace Walker und den Schweizer Führer der Expedition, Peter Knubel aus St. Niklaus im Kanton Wallis. Die erste der heute üblichen Ski-Touren-Besteigungen erfolgte im Sommer 1914 am Vorabend des Ausbruchs des Ersten Weltkriegs durch Carl Egger und Guido Mischer (1887–1961).
Weitere erfolgreiche Besteigungen:
- 1868 Ostgipfel durch Francois Devouassoud mit Douglas W. Freshfield, A. W. Moore und C. C. Tucker[19]
- 1884 durch M. v. Dèchy
- 1888 durch A. F. Mummery
- 1891 durch Gottfried Merzbacher
- 1890/96 durch A. W. Pastuchow (Militärtopograf), West- und Ostgipfel. Er erstellte eine erste physische Karte des Elbrus-Massivs. Eine Felsgruppe auf 4690 m Höhe ist nach diesem Bergsteiger benannt.
- 1914 erste Skibesteigung durch Carl Egger und Guido Miescher[18]

### Der Elbrus im Zweiten Weltkrieg
Deutsche Gebirgsjäger der 1. und 4. Gebirgs-Division hatten im Sommer 1942 den Auftrag, den Kaukasus zu überqueren und die am Schwarzen Meer gelegene Hafenstadt Sochumi einzunehmen, um der sowjetischen Schwarzmeerflotte einen wichtigen Stützpunkt zu entreißen und die am Nordufer des Meeres entlang führende Fernstraße in Besitz zu nehmen.
Im Bewusstsein, mit der Besteigung des in ihrem Kampfgebiet befindlichen Elbrus einen propagandistischen Coup landen zu können, befahl Generalmajor Hubert Lanz, Kommandeur der 1. Gebirgs-Division, Anfang August die Aufstellung einer speziellen Hochgebirgskompanie aus Angehörigen beider Divisionen unter dem Befehl von Hauptmann Heinz Groth. Am 17. August nahm die Kompanie die auf 4200 m Höhe gelegene Elbrushütte kampflos ein, nachdem die sowjetische Besatzung durch eine List zum Abzug bewegt worden war. Trotz eines aufziehenden Schneesturms wurde der Aufstieg befohlen, doch die ersten beiden Versuche scheiterten aufgrund der schlechten Wetterlage. Erst im dritten Anlauf erreichte eine Gruppe unter der Führung von Hauptmann Gämmerler am 21. August 1942 gegen 11 Uhr eine Felsspitze, die sie bei widrigen Bedingungen für den Gipfel hielt, und stellte dort eine Reichskriegsflagge und die Stander beider Gebirgsjäger-Divisionen auf.
Da von der Besteigung jedoch keine Bild- oder Filmaufnahmen gemacht worden waren, erfolgte nach Besserung der Wetterlage am 23. August ein weiterer Aufstieg. Eine achtköpfige Gruppe unter der Führung von Oberleutnant Leupold erreichte schließlich die Bergspitze, wobei sie den Irrtum der Gebirgsjäger zwei Tage zuvor erkannten. Der Aufstieg wurde mit einer Fotokamera festgehalten, doch die aufgenommenen Bilder wurden vom Propagandaministerium als untauglich befunden. Daher kam es am 7. September bei besten äußeren Bedingungen zu einer dritten Besteigung durch eine Propagandakompanie unter Beisein des Bergsteigers und Kameramanns Hans Ertl, die fotografisch und filmisch festgehalten wurde. Die dabei entstandenen Bilder wurden als Postkartenmotive verwendet, der Film mit seinen heute noch bekannten Aufnahmen war später in der Wochenschau zu sehen. Die Erklimmung des höchsten Gipfels im Kaukasus fand also erst über zwei Wochen nach dem tatsächlichen Erstaufstieg Einzug in die deutsche Propaganda, entfaltete aber dennoch die gewünschte Wirkung.
Obwohl die noch am 21. August überbrachte Nachricht von der erfolgreichen Besteigung unverzüglich im Wehrmachtbericht bekanntgegeben wurde („[…] …hisste am Elbrus, dem hoechsten Gipfel der kaukasischen Berge, eine Gruppe deutscher Gebirgsjaeger die Reichskriegsflagge“), soll sie bei Hitler einen heftigen Wutausbruch hervorgerufen haben; laut Albert Speers Erinnerungen schimpfte er über den „idiotischen Ehrgeiz, einen idiotischen Gipfel zu besteigen“, anstatt alle Kräfte auf das Erreichen der militärischen Ziele zu konzentrieren; die Teilnehmer hätten vor ein Kriegsgericht gehört. Die nach der Besteigung aufgekommene Überlegung, den Elbrus auf Vorschlag von Generalmajor Lanz in „Adolf-Hitler-Spitze“ umzubenennen, sei daher verworfen worden.
Sowjetische Gebirgsjäger unternahmen mehrere erfolglose Versuche, die Elbrushütte zurückzuerobern. Bei einem dieser Gefechte am 27. September 1942 gelang es einer sowjetischen Abteilung zwar, die deutsche Besatzung zunächst zu überraschen, doch nach schweren Verlusten musste der Angriff abgebrochen werden; nur vier Soldaten sollen lebend in ihre Ausgangsstellung zurückgekehrt sein. Auch der Versuch einer Bombardierung schlug fehl; tatsächlich wurde nur das Treibstofflager unterhalb des Gebäudes getroffen. So blieb die Elbrushütte in deutscher Hand, bis sie Anfang Januar 1943 im Zuge des allgemeinen Rückzuges der Wehrmacht aus dem Kaukasus geräumt wurde. Das für die Rote Armee prestigeträchtige Entfernen der Reichskriegsflagge vom Gipfel des Elbrus verzögerte sich wegen schlechter Wetterverhältnisse hingegen um einige Wochen; erst am 17. Februar gelang dies einer sowjetischen Gebirgsjägereinheit.

## Infrastruktur

### Berghütten
Elf Wissenschaftler errichteten 1929 in 4160 m Höhe eine kleine Hütte, die sie Prijut 11 („Unterkunft der 11“) nannten. 1932 wurde auf derselben Stelle eine größere Hütte gebaut, die 40 Personen aufnehmen konnte. 1939 wurde etwas oberhalb in 4200 m Höhe von der sowjetischen Reiseagentur Intourist eine noch größere aluminiumverkleidete Hütte errichtet, welche für (westliche) Touristen vorgesehen war, die zur Devisenbeschaffung kommerziell auf den Elbrus-Gipfel geführt wurden. Nicht viel später wurde diese Hütte zeitweise in eine Hochgebirgskaserne umgewandelt. Im August 1942 wurde sie von deutschen Gebirgsjägern besetzt (siehe voriger Abschnitt), und von ihr aus bestiegen sie mit russischem Führer den Gipfel.
Eine 1933 im Sattel zwischen den beiden Gipfeln errichtete Biwakschachtel war bereits wenige Jahre später wieder zerfallen (Reste sind bis heute sichtbar).

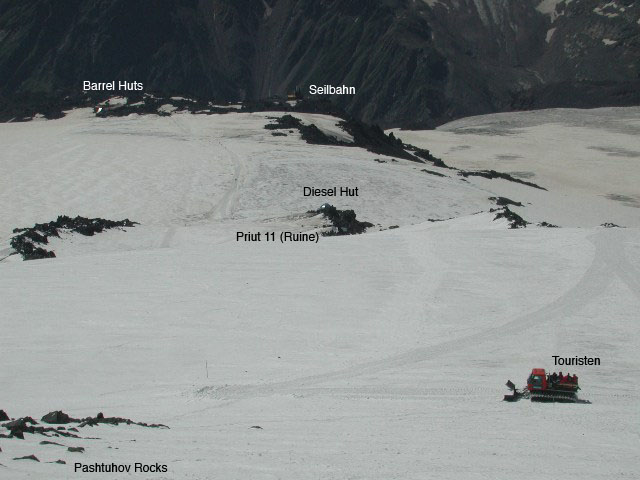
Infrastruktur an der Südflanke des Elbrus, vom oberen Ende der Pastuchow-Felsen gesehen (2004): Seilbahnstation, „Fässer“-Hütten (Barrel Huts) und Dieselhütte. Eine Pistenraupe befördert Touristen.

Am 16. August 1998 fiel die Hütte Prijut 11 einem Feuer zum Opfer und brannte komplett aus. Die Ursache ist nicht vollständig geklärt. Offenbar befand sich in einem Kanister, den man als mit Wasser gefüllt betrachtete und dessen Inhalt man auf dem Herd erhitzen wollte, irrtümlicherweise Benzin. Im Sommer 2001 wurde wenige Meter unterhalb der Ruinen der Prijut 11 die neue „Dieselhütte“ eröffnet (so bezeichnet, da sie sich an der Stelle der vormaligen Dieselgeneratorenstation befindet). Sie konnte wegen starken Schimmelbefalls im Inneren aber nur wenige Jahre genutzt werden.
Weiterhin gibt es am Ende des kurzen Sessellifts beziehungsweise der neuen dritten Sektion der Seilbahn eine Ansammlung weiß-blau-rot (also in den Farben der russischen Flagge) gestrichener Unterkünfte für jeweils sechs Personen in Form liegender stählerner Zylinder, russisch Botschki („Fässer“) genannt, die heute von vielen Gipfelaspiranten zur Akklimatisation und als Stützpunkt für die Besteigung genutzt werden. Neben den „Fässern“ stehen zwischen ungefähr 3800 m Höhe und 4200 m Höhe verschiedene Container als Unterkunft zur Verfügung.

### Seilbahnen

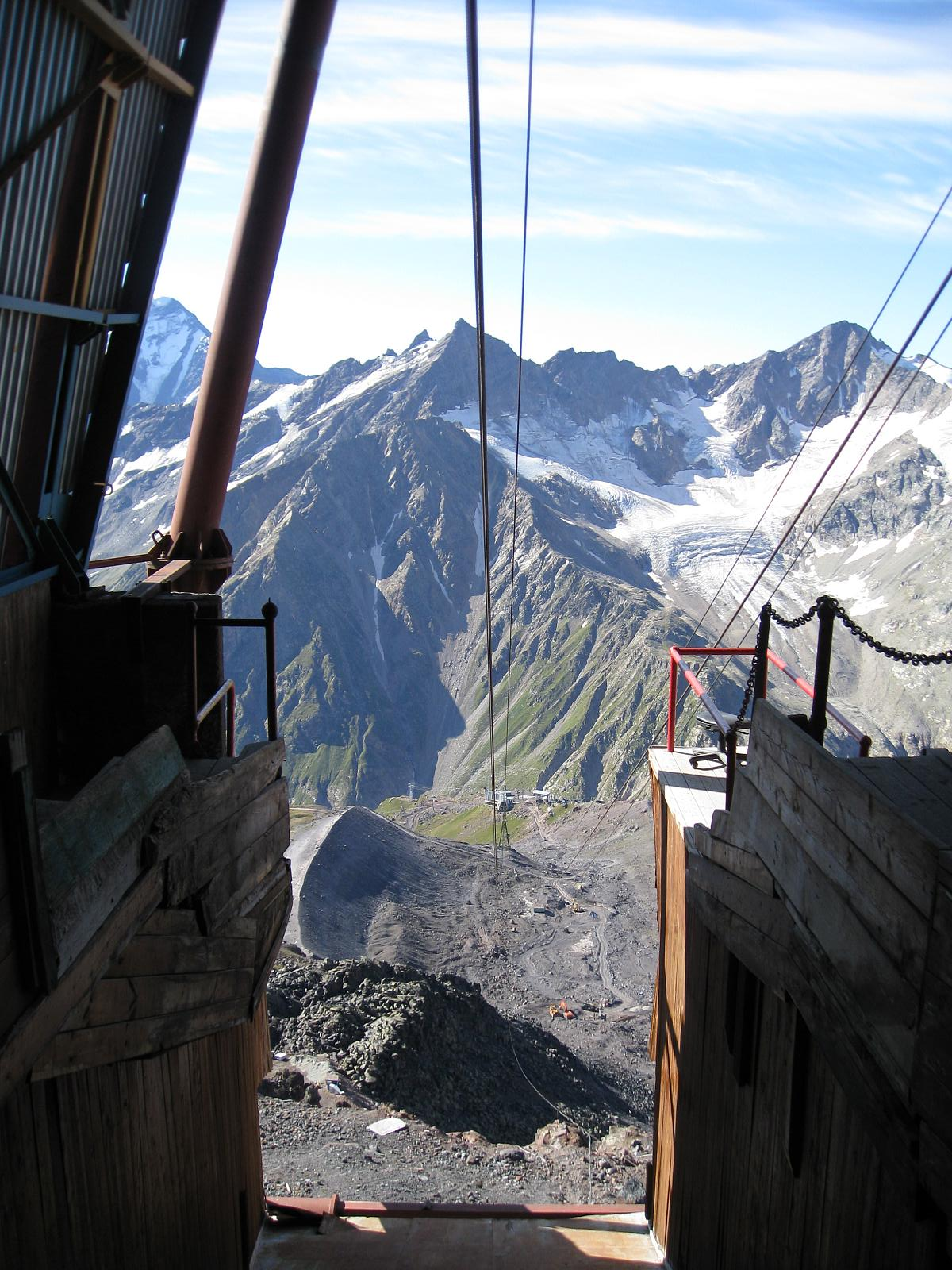
Die Elbrus-Seilbahn

Die Elbrus-Seilbahn führt von der in 2300 m Höhe zu Füßen des Elbrus gelegenen Talstation Poljana Asau („Lichtung Asau“) in drei Sektionen zu einem in einer Höhe von über 3500 m gelegenen Skigebiet. Die Elbrus-Seilbahn hat eine Gesamtlänge von etwa 5300 Metern. Hiervon hat die erste, 1969 eröffnete Sektion zwischen Poljana Asau und Stary Krugosor („Alter Rundblick“) eine Länge von 1860 Metern und die zweite, 1976 in Betrieb genommene Sektion von Stary Krugosor nach Mir („Frieden“) eine Länge von 1760 Metern. Eine bereits in dieser Zeit geplante und an der Bergstation der zweiten Sektion baulich bereits vorgesehene dritte Sektion wurde zunächst nicht errichtet, sondern an ihrer Stelle zunächst Ende der 1970er-Jahre ein etwa 1000 m langer Sessellift.
Neben dieser alten Seilbahn existiert seit Dezember 2006 eine neue Seilbahn, die zunächst von der Talstation in Asau bis zur Mittelstation der Elbrus-Seilbahn reichte und den heutigen Standards in Bezug auf Sicherheit und Komfort entspricht. Seit August 2009 ist die zweite Sektion bis zur Station Mir in Betrieb. Die dritte, 1675 m lange Sektion führt von der 3455 m hoch gelegenen Station Mir zur Station Gara-Baschi auf 3847 m Seehöhe.
Weiterhin ist es üblich, bis zu zwölf Gipfelaspiranten mit einer Pistenraupe gegen ein Entgelt von insgesamt umgerechnet etwa 600 Euro bis zu den Pastuchow-Felsen hinaufzutransportieren.

## Tourismus
Der Elbrus liegt in einem Nationalpark, dem Prielbrussje-Nationalpark. Rund 350.000 Touristen besuchen jährlich den Berg, etwa jeder Zwanzigste mit dem Ziel, den Gipfel zu besteigen.
Wegen der vergleichsweise guten Infrastruktur gilt der Berg als relativ leicht zu besteigen. Auch aus technischer Sicht ist der Aufstieg nicht allzu schwierig. Der Elbrus stellt aber höhere Ansprüche an die körperliche Fitness als beispielsweise der vergleichbar hohe Kibo. Pro Jahr sterben etwa 15 bis 30 Bergsteiger am Elbrus. Die meisten sind schlecht vorbereitet und ausgerüstet, ohne Bergführer unterwegs und nehmen sich nicht die Zeit, sich an die Höhenluft zu gewöhnen. Weil die Winter am Elbrus extrem kalt sind, wird der Berg in der Regel nur zwischen Mai und September bestiegen.
(siehe auch: Tourismus in Russland)